# Coupe d'Afrique des nations féminine de football 2026
Navigation
Maroc 2024 2028
La Coupe d'Afrique des nations féminine de football 2026 est la quatorzième édition de la Coupe d'Afrique des nations féminine de football, qui met aux prises les meilleures sélections africaines féminines de football affiliées à la Confédération africaine de football (CAF). Elle se déroule au Maroc pour la troisième fois consécutive. 

## Organisation

### Désignation du pays hôte
Après avoir abrité les éditions 2022 et 2024, le Maroc est désigné à nouveau par le comité exécutif de la CAF en octobre 2024 pour organiser l'édition 2026 de la Coupe d'Afrique des nations féminine.

### Format
La phase finale de la compétition est organisée en trois groupes de quatre équipes.

## Qualifications
Le Maroc est qualifié automatiquement en tant que pays hôte. Des qualifications sont organisées pour désigner les autres participants.
| Équipe | Mode de qualification | Date de qualification | Participation | Meilleur résultat | Dernière participation (résultat obtenu) |
| ------ | --------------------- | --------------------- | ------------- | ----------------- | ---------------------------------------- |
| Maroc  | Pays hôte             | 17 octobre 2024       | 5e            | Finaliste (2022)  | 2024 (À venir)                           |

## Tournoi final
Le tournoi final se déroule au Maroc en mars 2026.